# Anselmo Salvá
Anselmo Pedro Salvá Pérez (Burgos, 18 de enero de 1849-ibídem, 12 de febrero de 1922) fue un bibliógrafo, historiador y escritor español.

## Biografía
Anselmo Salvá Pérez nació el 18 de enero de 1849 en Burgos, de padre mallorquín, Miguel Salvá, y de madre burgalesa, Martina Pérez. Fue bautizado el 21 de enero de 1849 en la iglesia de San Lesmes Abad, donde fue llamado Anselmo Pedro. Su abuelo materno y su tía Justa Pérez fueron sus padrinos. Sus santos protectores fueron Nuestra Señora de la Gracia y San Lesmes. Falleció el 12 de febrero de 1922 a los 72 años 

## Infancia
Vivió hasta su adolescencia en la Plazuela de la Audiencia, lugar en el que trabajaba su padre como portero mayor. Realizó sus estudios primarios en la escuela de Toribio García, quien fuera un profesor de enseñanza primaria. En 1859 accedió al Instituto provincial de Burgos, antiguamente llamado Instituto General y Técnico de Burgos y hoy conocido como Instituto de Educación Secundaria Cardenal López de Mendoza, para cursar la enseñanza secundaria, donde también obtuvo el título de bachiller de artes. El 19 de octubre de 1868 falleció su madre y un año más tarde, se trasladó a Valladolid donde vivió con sus tíos, encontrándose con un ambiente cultural e intelectual estimulante.

## Comienzos como escritor
Sus cualidades para la escritura comenzaron a llamar la atención cuando empezó a escribir artículos para diferentes periódicos locales. En 1870 empezó como redactor del diario La Conciliación, de ideología monárquica-democrática. Dos años más tarde inició sus colaboraciones con El Museo, una revista dirigida al entretenimiento y enseñanza de los lectores, donde escribieron escritores destacados.
En su primera estancia en Valladolid cumplió la tarea de secretario de la sociedad Filantrópica Artística, de carácter republicano. También fue miembro fundador de la Casa de Cervantes (Valladolid), sociedad artística y literaria. En cuanto a su ideología política, Salvá Pérez fue republicano federal y próximo a grupos masónicos a los que pertenecieron Ricardo Macías Picavea y Lucas Guerra.[cita requerida]
No se conoce los estudios que Salvá Pérez cursó desde que acabó su bachiller de Artes hasta que se matriculó en la Facultad de Filosofía y Letras y en la Escuela Superior Diplomática de Madrid. En esta cursó diferentes asignaturas, como Latín, Paleografía, Historia de las Bellas Artes, Instituciones de la Edad Media, Bibliografía y Numismática,  aunque no terminó. También impartió clases particulares de segunda enseñanza y escribió para diferentes periódicos locales de Madrid, al igual que publicó varias crónicas y artículos sobre Burgos, ya que siguió manteniendo una relación estrecha con su ciudad de origen.

## Archivero
En 1878 en el seminario madrileño La Academia escribió sobre el homenaje de Burgos al escritor Miguel de Cervantes en el aniversario de su muerte. También participó en publicaciones burgalesas tales como Crónica de Burgos, Caput Castellae, El Papa-Moscas y dirigió la Revista Burgalesa y La Revista Ilustrada de Burgos. En 1880 escribió al Ayuntamiento de Burgos solicitando el trabajo de archivero interino, que se encontraba vacante desde hacía tiempo, y por considerarse la persona adecuada: “… este departamento del Municipio, tan rico en interesantísimos documentos históricos y en expedientes administrativos, se halla […] en un estado de orden poco satisfactorio y […] el desorden aumenta de día en día y podría llegar a un estado lamentable…”.

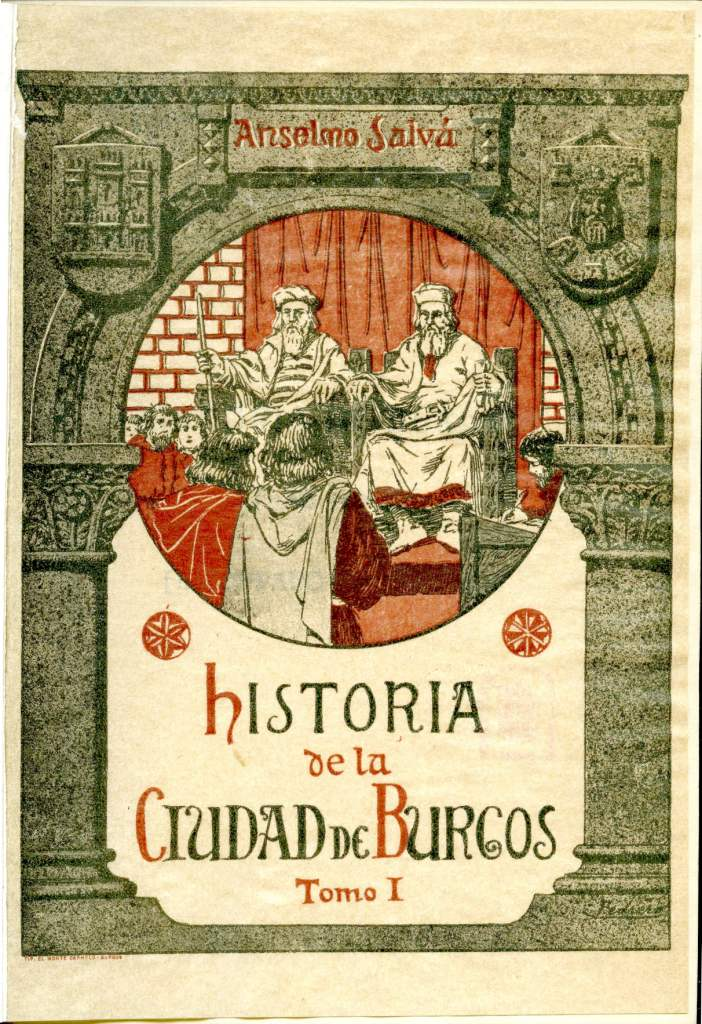
Historia de la ciudad de Burgos (tomo I, 1914)

Su primera petición fue rechazada. En una segunda oportunidad se presentó junto a otros cinco aspirantes y, tras realizar varias pruebas como en la defensa de una memoria sobre clasificación y arreglo de archivos, y análisis crítico paleográfico de un documento, quedó en el segundo lugar detrás de Alfredo Pardo Muro.
En mayo de 1883 se casó con Tomasa Ortega Arráez y se fue a vivir a Palencia. Allí trabajó como empleado y colaborador del Diario Palentino, del cual Ricardo Becerro de Bengoa era el director. Durante los años 1884 y 1885 cursó como alumno libre en la Facultad de Filosofía y Letras de Salamanca aunque no acabó la carrera. También en 1885 dio clases particulares de retórica y literatura, y colaboró en periódicos como El Eco de Castilla, La Ilustración de Valladolid y en La Opinión.

## Bibliotecario
Finalmente, el 25 de octubre de 1889, ocupó el cargo de archivero del Ayuntamiento de Burgos, tomando posesión del mismo el 13 de noviembre de 1889.  Salvá Pérez creó en 1890 una biblioteca burgalesa formada por libros escritos por burgaleses y libros sobre Burgos, origen de la actual biblioteca del archivo. Esta llegó a tener una gran importancia y obtuvo importantes visitas como la de Amezaga, quien propuso que el oficial archivero tuviera el título de archivero bibliotecario. Posteriormente fue nombrado cronista de la ciudad y miembro de la Real Academia de la Historia y en 1892 de la Comisión provincial de monumentos. En 1910 fue creador de la asociación para el fomento del turismo en Burgos y participó en la preparación del V Congreso Católico Nacional.

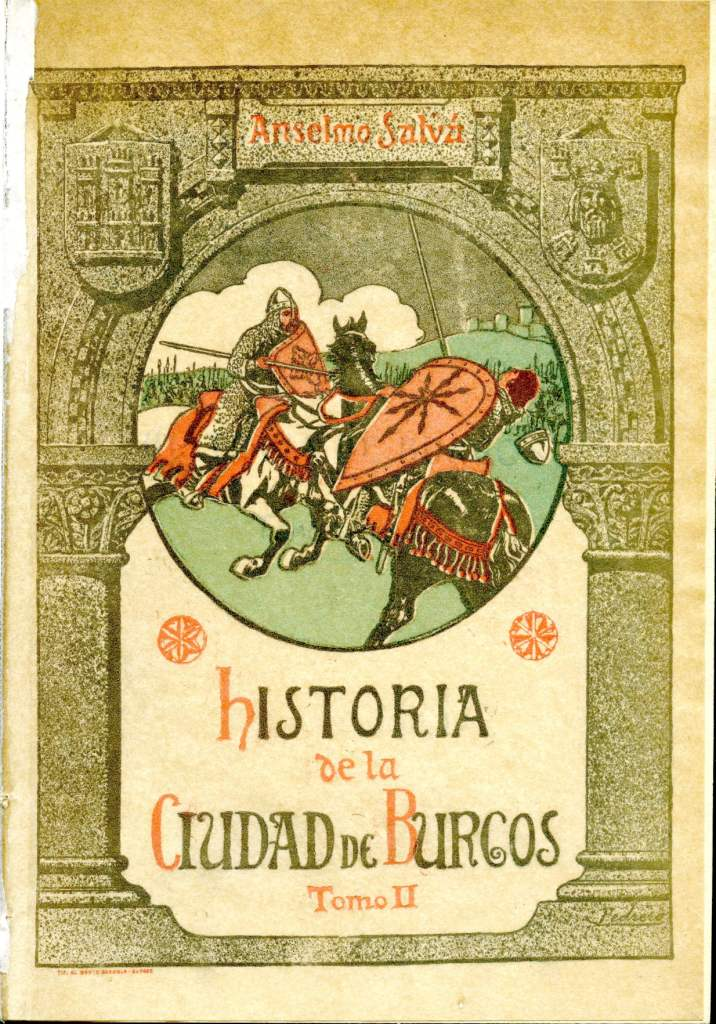
Historia de la ciudad de Burgos (tomo II, 1915)

Salvá Pérez destacó como conferenciante y orador. Entre sus conferencias destaca la pronunciada en el Teatro Principal sobre el rey Fernando III el Santo. En sus últimos años publicó artículos en Diario de Burgos y en El Castellano Guasaviva que reflejan su pensamiento cristiano y conservador. Criticó la situación social política y legislativa, y era contrario a las ideas de modernidad.[cita requerida]
Donó todas sus obras y su biblioteca al Ayuntamiento de Burgos, ciudad que dedicó una calle a su recuerdo.

## Publicaciones
- Crónica de Burgos
- Caput Castellae
- El Papa Moscas
- Burgos a vuela pluma (1889)
- Tipos burgales (1892)

### Diarios
- La Conciliación
- El Diario Palentino
- El Eco de Castilla la Ilustración de Valladolid
- La Opinión
- El Diario de Burgos

### Revistas
- El Museo
- Revista Burgalesa
- La Revista Ilustrada de Burgos